# Осборн, Линтон
Ли́нтон О́сборн (англ. Linton Osborne; 30 августа 1972, Эдинбург) — шотландский рок-вокалист, автор песен. В 2014 году — участник рок-группы Nazareth, ныне участник группы «Manny Charlton Band».

## Биография
Линтон Осборн родился в 1972 году в Эдинбурге — столице Шотландии. Вырос в Розите, недалеко от Дафнермлайна.
В 8 лет услышал Элвиса Пресли и захотел стать музыкантом. 
Помимо занятия музыкой, Линтон увлекается кикбоксингом и спортивными тренажёрами.
22 февраля 2014 года было официально объявлено, что Линтон вошёл в качестве вокалиста в состав рок-группы Nazareth, после ухода оттуда бессменного фронтмена Дэна Маккаферти.
12 января 2015 года стало известно, что Nazareth отменяют тур по Великобритании в связи с проблемой с горлом у Линтона: 
«..нам пришлось отменить концерты в декабре по этой же причине, и хотя Линтону стало немного лучше, его голос до сих пор находится в состоянии, не позволяющем ему выступать на удовлетворительном уровне. Он проконсультировался с несколькими врачами после нашего возвращения из Германии в декабре, и ему сказали, что моментального решения его проблемы не существует, так что помочь можно только отдыхом».
Группа обещала возобновить концертную деятельность в 2015 году позднее, однако уже 16 января на страничке Линтона в Facebook появилось его официальное заявление: 
«Я более не являюсь членом Nazareth. Мой голос не прижился, ни для меня самого, ни для группы. Я хотел бы поблагодарить Пита Эгню,  Джимми Мюрисона и Ли Эгнью за предоставленную возможность. Конечно же, я хочу сказать спасибо Дэну за его поддержку и приободрение. Но больше всего я хочу поблагодарить поклонников — вы реально крутые парни, и из-за вас я могу сказать, что прожил год не зря. Надеюсь увидеть вас всех на моих собственных выступлениях в будущем. Также хочу пожелать моему преемнику в Nazareth самого лучшего как в 2015, так и во всех последующих годах!».

## Дискография
- Nazareth. No Means Of Escape (Blu-ray Disc). Eagle Rock Entertainment, 2015.